# الکسی دیومین
آلکسی گنادیویچ دَیومین (روسی: Алексей Геннадьевич Дюмин; زادهٔ ۲۸ اوت ۱۹۷۲) یک سیاستمدار روسی است که از سال ۲۰۱۶ به عنوان فرماندار استان تولا فعالیت می‌کند. او پیش از ارتقاء به این سمت، فرماندهی نیروهای عملیات ویژه روسیه در هنگام الحاق کریمه به فدراسیون روسیه در سال ۲۰۱۴ را بر عهده داشت و همچنین به عنوان محافظ ارشد و دستیار رئیس‌جمهور روسیه ولادیمیر پوتین خدمت کرد. وی سپس معاون وزیر دفاع شد. دیومین دارای درجه سپهبدی است و عنوان قهرمان فدراسیون روسیه به او اعطا شده‌است.